# غزيلة (حمص)
غزيلة قرية سورية تتبع ناحية خربة تين نور في منطقة حمص في محافظة حمص. بلغ عدد سكانها 1,229 نسمة في عام 2004 حسب إحصاء المكتب المركزي للإحصاء.